# Vernon Sullivan
Pour les articles homonymes, voir Sullivan.
Vernon Sullivan est un écrivain américain imaginaire, alias de Boris Vian. Le pseudonyme fut inventé par Boris Vian : ce dernier prétendait, dans les premières éditions, avoir traduit de l'américain les romans de Vernon Sullivan, dont il était le véritable auteur.

## Vian et Vernon Sullivan
Vian met au point ce pseudonyme à un moment où les thrillers américains connaissent un grand succès en France (Pas d'orchidées pour miss Blandish de James Hadley Chase est un best-seller de la Série noire en 1946). L'invention de Vernon Sullivan intervient à l'été 1946, un moment où Vian se sent très déçu d'avoir manqué le prix de la Pléiade et espère obtenir un réel profit de la publication d'un roman noir.
Cet écrivain imaginaire permit à Boris Vian de publier certains de ses romans, d'un style très différent de ceux publiés sous son nom, et qui furent très controversés. On estima que J'irai cracher sur vos tombes portait « outrage aux bonnes mœurs » et ce livre fut même attaqué en justice (la même année qu'Henry Miller et par le même « Cartel d'action sociale et morale » dirigé par Daniel Parker,). Au terme d'une série de procès, il écopera d'une condamnation à quinze jours de prison en 1953, vite amnistiée. Cette notoriété de scandale fera exploser les ventes de l'œuvre de Boris Vian publiée sous ce pseudonyme.
Les romans de Vernon Sullivan ont une trame apparemment policière, et sont prétextes à de nombreuses scènes sexuelles et violentes qui ont choqué. Même si l'on reconnaît l'espièglerie de Vian derrière cette écriture, l'aspect « polar américain » dépasse la simple parodie.
Ces romans méritent d'être abordés aujourd'hui de façon moins passionnelle pour que, au moins en tant que pastiches de romans noirs américains, leurs qualités apparaissent. Il s'agit particulièrement de prendre en compte un aspect sur lequel on s'attarde rarement, à savoir les implications de la position de « traducteur » adoptée par Vian pour les Sullivan, en fait une position de « pseudo-traducteur » puisqu'il ne traduit pas les romans mais les écrit en français dans le but de faire croire à l'existence d'une œuvre originale initiale. Or, Vian devint par la suite, grâce à cette première fausse traduction qu'on trouva à l'époque très honorable – et pour cause – le véritable traducteur de romans noirs de Raymond Chandler, Peter Cheyney et James Cain notamment. Vian maîtrisait assez les thèmes et techniques du roman noir ainsi que la langue anglaise pour parvenir à réaliser des pastiches non identifiables et des traductions de qualité…
Le pseudonyme Vernon Sullivan a été rattaché au nom de Paul Vernon, un ami de Vian, saxophoniste (et dentiste) ; à celui de Vernon Story (en), saxophoniste américain ; et à celui de Joe Sullivan, un pianiste américain que Vian admirait,.
La création originale de cet écrivain imaginaire inspira Raymond Queneau qui, à son tour, put écrire plusieurs ouvrages sans se soucier de son propre nom, sous la plume de Sally Mara.

## Œuvres
- J'irai cracher sur vos tombes, 1946
- Les morts ont tous la même peau, 1947
- Et on tuera tous les affreux, 1948
- Elles se rendent pas compte, 1950